# ユニオン天文台
ユニオン天文台（ユニオンてんもんだい、英: Union Observatory）は、南アフリカ共和国ハウテン州ヨハネスブルグにあった天文台である。

## 沿革
1909年から1912年までトランスバール天文台と呼ばれた。1961年までユニオン天文台と呼ばれ、その後リパブリック天文台と改称された。ロバート・イネスなどが所長を務め、小天体の研究や、プロキシマ・ケンタウリの発見で知られたが、ヨハネスブルグの光害の進展により1972年頃閉鎖された。この時点で南アフリカ政府は国内の天文学の研究施設を集中することに決め、これが後の南アフリカ天文台(South African Astronomical Observatory ：SAAO)になった。SAAOはケープタウンに本部を置き、サザーランドに観測施設が置かれた。南アフリカのプレトリアにあったラドクリフ天文台も解体された。

## 名称の推移
- 1903年 – 1909年 : トランスバール州気象局
- 1909年 – 1912年 : トランスバール天文台
- 1912年 – 1961年 : ユニオン天文台
- 1961年 – 1971年 : リパブリック天文台